# 南国今报
《南国今报》是广西日报社于2002年12月创办的彩色印刷报纸，《广西日报》社主办的第三张子报。
《南国今报》创刊于2002年12月18日，四开32版，是广西日报社的第三张子报，曾是柳州市及桂中区域日发行量最大的报纸。